# Passadena flavidorsella
Passadena flavidorsella är en fjärilsart som beskrevs av Émile Louis Ragonot 1887. Passadena flavidorsella ingår i släktet Passadena och familjen mott. Inga underarter finns listade i Catalogue of Life.